# Oskar-von-Miller-Gymnasium München
Das Oskar-von-Miller-Gymnasium München liegt im Münchner Stadtteil Schwabing in der Nähe der Münchner Freiheit. Das Gymnasium ist neusprachlich ausgerichtet, sieht aber Latein als erste Fremdsprache vor. Das Gebäude ist als Baudenkmal in die Bayerische Denkmalliste eingetragen.

## Geschichte
Die Schule wurde von König Ludwig II. am 14. Mai 1864 als erste des neuen Typs „Realgymnasium“ in Bayern gegründet. Sie sollte vor allem in den Realien, also den naturwissenschaftlichen und technischen Fächern sowie in modernen Fremdsprachen unterweisen. Zum 1. Oktober desselben Jahres wurde mit 37 Schülern, sechs Professoren und einem Rektor der Unterricht aufgenommen. Die Schüler mussten für die Aufnahme in das vierklassige Realgymnasium die Kenntnisse einer vierjährigen Lateinschule nachweisen. Der Abschluss berechtigte zum Studium an einer technischen Hochschule oder Universität, allerdings ohne die Fächer Theologie, Jurisprudenz und Medizin. Erst ab 1901 können die Absolventen auch Medizin, ab 1911 auch Jura studieren. Im Schuljahr 1874/1875 wurde die Schule sechsklassig, so dass ein Eintritt bereits nach drei Jahren Lateinschule möglich wurde. 1914, im 50. Jahr seines Bestehens, wurde das Realgymnasium neunklassige Vollanstalt und damit dem humanistischen Gymnasium gleichgestellt.
Anfangs war die Schule im städtischen Schulgebäude an der Luisenstraße 3 untergebracht. 1866 zog die Schule in ein umgebautes Wohnhaus an der Ecke Luisen-/Elisenstraße 1. Bereits 1871 folgte ein weiterer Umzug in das Damenstiftsgebäude an der Ludwigstraße 14 gegenüber der Bayerischen Staatsbibliothek. Im selben Bau war zu dieser Zeit auch das Maximiliansgymnasium untergebracht, mit dem das Realgymnasium sich später auch sein Schwabinger Gebäude teilt.
Aus Raumnot wurden ab dem Schuljahr 1905/1906 mehrere Klassen gastweise als Filiale in der Luitpoldkreisrealschule an der Alexandrastraße untergebracht. Diese Zweigstelle der Schule wurde in den folgenden Jahren noch mehrmals verlegt, nämlich in die Baugewerbeschule an der Gabelsbergerstraße 23 und in den Nordflügel des Damenstiftsgebäudes. 1910–1911 entstand auf einem Grundstück am damaligen Stadtrand der Neubau, in den das Realgymnasium am 18. September 1912 mit 650 Schülern einziehen konnte. Dennoch blieb die Filiale bestehen und bezog zum Schuljahr 1913/1914 neue Räume im ehemaligen „Krüppelheim“ an der Klenzestraße. Diese wurde zum 10. September 1918 als eigenständiges Neues Realgymnasium von der Mutterschule abgetrennt, die nun Altes Realgymnasium genannt wird.
Während des Ersten Weltkrieges waren bis zu 15 Lehrer und 301 Schüler zum Militärdienst eingezogen. Der Unterricht fand in Schichten statt, bis er schließlich nicht mehr ordnungsgemäß durchgeführt werden konnte. In der Zeit des Nationalsozialismus wurde das Realgymnasium zu einer „Oberschule“ umgestaltet und verlor damit sein traditionelles Schulprofil, das die Bildungsinhalte Antike, moderne Fremdsprachen und Naturwissenschaften miteinander verband. Zahlreiche Schüler wurden im Zweiten Weltkrieg zum Militärdienst einberufen, der Rest wurde immer wieder als Erntehelfer oder zur Räumungsarbeiten eingesetzt. Die untersten vier Klassen wurden zur Kinderlandverschickung nach Bernau am Chiemsee, Leoni, Reit im Winkl und Siegsdorf ausgelagert. Luftangriffe am 13. und 16. Juli 1944 sowie in der Nacht vom 5. auf den 6. Januar 1945 beschädigten das Schulgebäude schwer; betroffen sind der Südtrakt mit der Turnhalle und vor allem der Nordtrakt mit den Fachsälen.
Mit dem Kriegsende 1945 brach der Unterrichtsbetrieb völlig zusammen und konnte erst am 12. Dezember wieder aufgenommen werden. Lehrer und Schüler beteiligten sich am Wiederaufbau, die Klassen waren schichtweise im Maximiliansgymnasium untergebracht. Durch Verordnung vom 22. September 1946 wurde die „Oberschule für Jungen“ wieder abgeschafft und das Realgymnasium in seiner alten Form wiederhergestellt. Im Schuljahr 1958/1959 erreichte die Schülerzahl mit 1092 ihr Maximum.
Am 18. März 1966 wurde das Alte Realgymnasium offiziell nach seinem ehemaligen Schüler Oskar von Miller benannt, der hier 1874 das Abitur abgelegt hatte. Ab dem Schuljahr 1975/76 wurden auch Mädchen zum Unterricht zugelassen.
2012 wurde das 100-jährige Bestehen des Gebäudes und 2014 schließlich das 150-jährige Bestehen der Schulform gefeiert. Dabei dürfte das Oskar-von-Miller-Gymnasium mittlerweile das einzige noch seit der Gründung als „Real-Gymnasium“ bestehende Gymnasium sein.
Im August 2018 ist die Schulgemeinschaft in ein neu gebautes Interimsgebäude an der Ungererstraße 191 in München für die Zeit der Generalinstandsetzung umgezogen. Der historische Gebäudekomplex, der vom Oskar-von-Miller-Gymnasium und vom benachbarten Maximiliansgymnasium genutzt wird, wurde von 2018 bis 2023 generalsaniert. Bauträger war die Landeshauptstadt München. Ab dem September 2023 konnte der fertig renovierte Bau wieder bezogen werden. Allerdings zogen sich restliche Bauarbeiten noch ein ganzes Schuljahr hin. Im Oktober 2024 wurde das Schulhaus mit einer Feier der Stadt München offiziell wiedereröffnet.

## Projekte

### U 02 Theater
Das U 02 Theater ist ein im Wahlfachrahmen betriebenes, durch eine eigens hierfür angestellte Lehrkraft betreutes Schultheater. Es zeigt mit seinen über 100 Mitgliedern und drei Spielleitern mehrere Inszenierungen im Schuljahr, sowohl etablierter Autoren, als auch von Schülern selbst verfasster Theaterstücke unter professioneller Regie.

### OskarTV
OskarTV ist eine multimediale Schülerzeitung am Oskar vom Miller Gymnasium. Es handelt sich hierbei um ein reines Schülerprojekt, das derzeit in dritter Generation geleitet wird. Neben der Aufzeichnung von Theaterproduktionen des U02 wird monatlich im Rahmen einer Unterrichtspause eine Folge OskarTV gezeigt, die sich inhaltlich mit dem schulischen und städtischen Leben beschäftigt. Ferner organisieren die Leiter seit 2003 jährlich ein „Kurzfilmfestival“ in dessen Zuge Schüler selbst Kurzfilme einreichen können.

### Oskar-App
Anfang Februar 2010 bot das Oskar-von-Miller-Gymnasium eine App für iPhone an, mit der aktuelle Informationen rund um die Schule abgerufen werden konnten. Die Inhalte der App wurden von der Schülerfirma iSmap betreut. Sie wurde im Rahmen des Projektes JUNIOR des Instituts der Deutschen Wirtschaft Köln im P-Seminar Wirtschaft/Recht der derzeitigen Q11 gegründet. Nachdem diese ihren Abschluss erlangte, kam auch das Projekt zum Ende.

## Vereine

### Studiengenossenschaft
Die Studiengenossenschaft veranstaltet ein jährliches Treffen ehemaliger Schüler und Lehrer der Schule.

### Freunde des OvMG e. V.
Der 1990 gegründete gemeinnützige Förderverein ist Kooperationspartner der Regierung von Oberbayern für die Offene Ganztagsschule und Träger des Förderunterrichts am Gymnasium. Der Verein unterstützt verschiedene Projekte der Schule finanziell (bspw. Oskar-TV, U02-Theater, OvMG-Webseite, Oskar-Kalender, Schülersanitäter).

## Bekannte ehemalige Lehrer
- Max Schäfer (1907–1990), Fußballspieler und -trainer
- Dieter Schnebel (1930–2018), Komponist und Hochschullehrer
- Siegfried Reiner (1909–1982), Präsident des Deutschen Basketball-Bundes und Träger des Bundesverdienstkreuzes

## Bekannte ehemalige Schülerinnen und Schüler
- Oskar von Miller (1855–1934), Bauingenieur, Begründer des Deutschen Museums in München und Namenspatron der Schule
- Wilhelm Dusch (1871–1927), Heimatdichter und Verfasser eines Spottgedichts auf seine Schule mit dem Titel „O Realgymnasium“.[10]
- Paul Diehl (1886–1976), Gymnasialprofessor, Trickfilmer und Politiker
- August Arnold (1898–1983), Filmregisseur und -produzent (u. a. Karl Valentin) sowie Mitbegründer der ARRI
- Ödön von Horváth (1901–1938), Schriftsteller[11]
- Ernst Heimeran (1902–1955), Autor und Verleger
- Otto Freiherr von Feury (1906–1998), Politiker (MdL, MdB) (CSU), Präsident des Bayerischen Bauernverbandes
- Willy Manchot (1907–1985),  Chemiker und Industrieller
- Günter Voglsamer (1918–2004), Maler und Präsident der Akademie der Bildenden Künste Nürnberg
- Thomas Holtzmann (1927–2013), Schauspieler
- Herbert Huber (1930–1997), Rechtsanwalt und Mitglied des Bayerischen Landtages (CSU)
- Gebhard Glück (1930–2009), Schuldirektor, Landtagsabgeordneter und Landesminister (Bayern) (CSU)
- Jürgen Weineck (1941–2020), Sportwissenschaftler
- Willy Bogner (* 1942), Skirennfahrer, Filmemacher, Designer
- Helmut Dietl (1944–2015), Regisseur, Autor
- Herwig Paretzke (* 1944), Professor für Strahlenphysik
- Christian Ude (* 1947), Oberbürgermeister von München (SPD)
- Franz Maget (* 1953), Politiker  (SPD)
- Florian Langenscheidt (* 1955), Verleger
- Wolfgang Zwickel (* 1957), evangelischer Theologe
- Holger C. Gotha (* 1960), Schauspieler, Regisseur, Drehbuchautor
- Oliver Herbrich (* 1961), Filmregisseur
- Thomas Riedelsheimer (* 1963), Filmregisseur und Kameramann
- Romuald Karmakar (* 1965), Filmregisseur
- Michael „Bully“ Herbig (* 1968), Medienschaffender
- Per Leo (* 1972), Historiker und Schriftsteller
- Rebekka Reinhard (* 1972), Philosophin und Autorin
- Murmel Clausen (* 1973), Drehbuchautor
- Max von Thun (* 1977), Schauspieler und Moderator
- Kaspar Pflüger, (* 1977), Geschäftsführer Sat-1
- Oska Melina Borcherding (* 1993), Schauspieler
- Paulina Rümmelein (* 1998), Schauspielerin und Synchronsprecherin
- Alice Merton (* 1993), Popmusikerin